# Histoire de Zurich

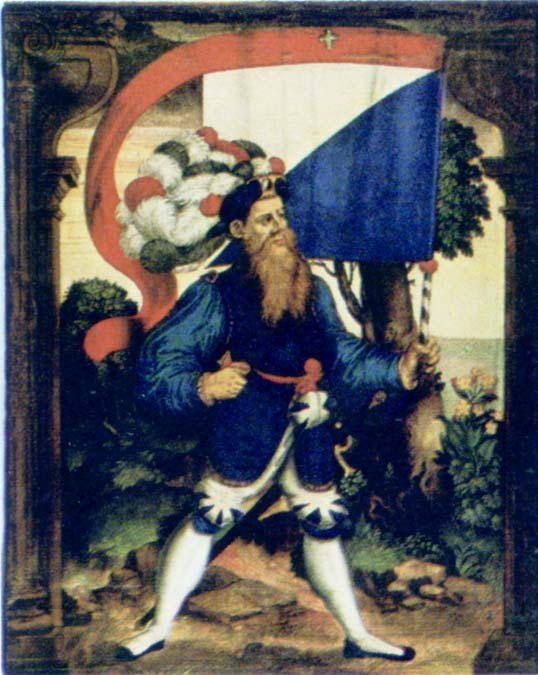
Porte-drapeaux de la République de la ville de Zurich sur une toile de 1585 (Humbert Mareschet)

L’histoire de la ville de Zurich en Suisse porte sur plus de deux mille ans.

## Ville romaine
La ville de Zurich existait déjà sous le nom de Turicum à l'époque romaine, mais c'est au Moyen Âge qu'elle est passée dans la lignée des plus grandes villes suisses. Les souverains du Saint-Empire romain choisirent la ville sur la Limmat comme emplacement pour fonder deux établissements ecclésiastiques importants du culte de Felix et Regula, saints patrons de la ville : la Grossmünster et la Fraumünster.

## Ville francque
À la suite du massacre de Cannstatt et à partir de l'an 746, Zurich fait partie de l'Alémanie dirigée par les Francs.
Un château carolingien construit par le petit-fils de Charlemagne, Louis II de Germanie, sur le site d'un ancien château romain est mentionné en 835 (In castro Turicino iuxta fluvium Lindemaci). Louis est aussi le bâtisseur de l'abbaye de Fraumünster, inaugurée le 21 juillet 853 en l'honneur de sa fille Hildegarde. Il attribue les terres de Zurich, d'Uri et de la forêt d'Albis au couvent bénédictin et lui donne l'immunité, le plaçant sous sa responsabilité directe.
En 1045, Henri III accorde au couvent les droits de tenir un marché, d'imposer des taxes et de frapper des monnaies, faisant de la sorte de la Mère supérieure du couvent la maîtresse de la ville.
Avec l'extinction de la branche principale de la Maison de Zähringen, Zurich passe sous le contrôle direct de l'empereur (Reichsunmittelbar) en 1218. Des remparts sont construits autour de la ville dans les années 1230, entourant 38 hectares. L'actuelle Bahnhofstrasse indique l'emplacement du fossé d'enceinte du côté ouest. Utilisant les ruines du château carolingien comme carrière, les habitants construisent à cette époque les premières maisons en pierres, situées sur le Rennweg.
L'empereur Frédéric II offre le titre de duchesse à la Mère supérieure de l'abbaye de Fraumünster en 1234. La Mère supérieure désigne le maire, et délègue fréquemment la frappe des monnaies à des citoyens de la ville. Le pouvoir politique du couvent commence à diminuer à partir du XIVe siècle, avec l'établissement en 1336 des lois corporatives (Zunftordnung) par Rudolf Brun, qui devient aussi le premier maire indépendant, c'est-à-dire non désigné par la Mère supérieure.
À partir de ce moment, la ville glisse vers la domination des corporations, jusqu'au XVIe siècle qui verra la suspension des monastères à la suite de la Réforme.
Le Codex Manesse, un recueil majeur de poésie médiévale de langue allemande, est écrit et illustré au début du XIVe siècle à Zurich.

## Ville confédérée
Pour un article plus général, voir Confédération des VIII cantons.

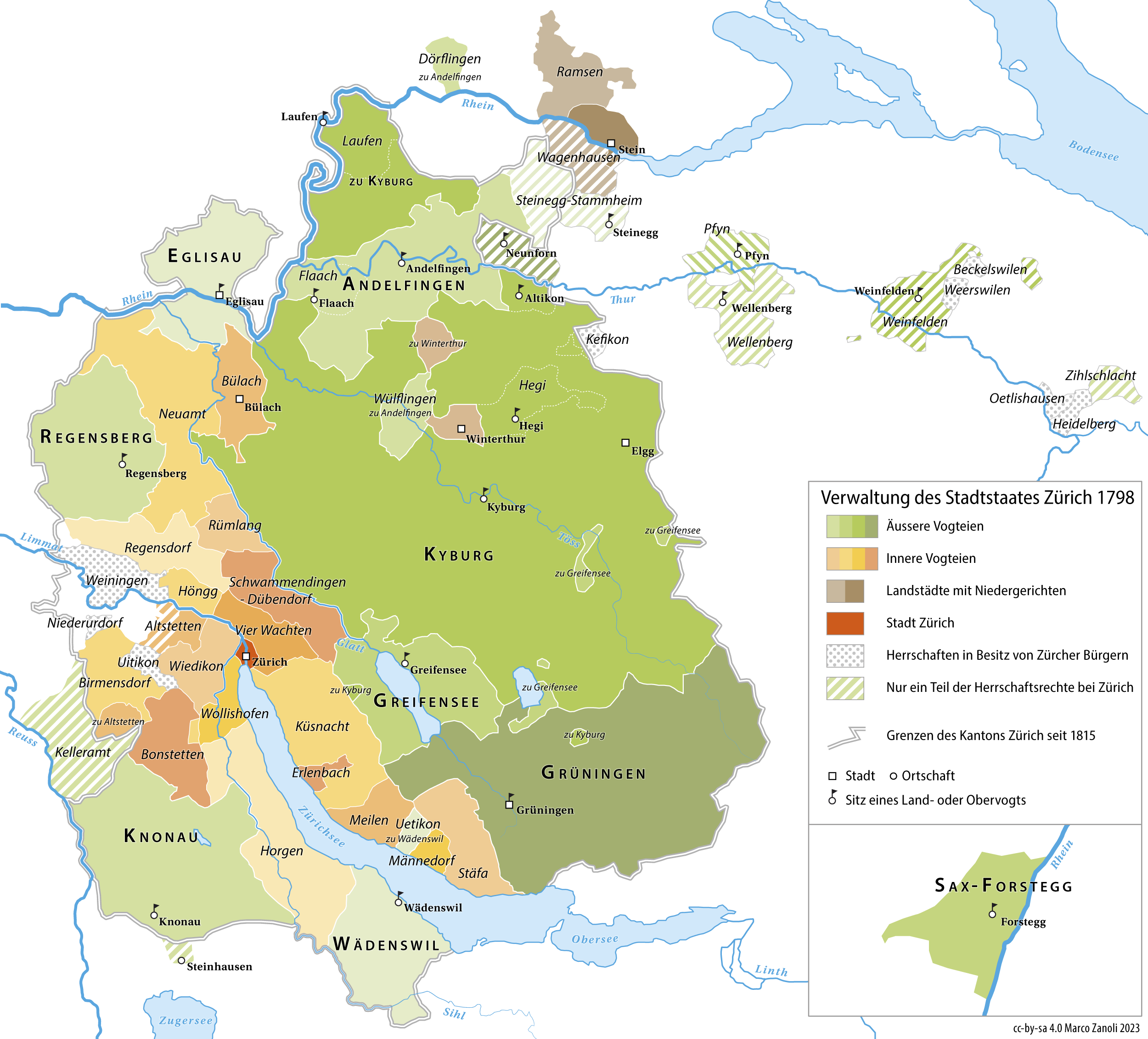
Carte des bailliages du canton de Zürich au XVIIIe siècle

Le 1er mai 1351, la ville rejoint la Confédération suisse. En effet, elle a connu un grand essor économique, aux alentours du XIIIe siècle, grâce au passage du Gothard. Celui-ci lui permit de se développer car elle se trouvait sur sa route. Cependant, ce n'était pas le passage du Gothard, mais bien le passage des Grisons qui était leur principale préoccupation. Ce passage permettait aux voyageurs de passer de l’Alsace à l’Italie, mais était menacé régulièrement par des chevaliers-brigands. Elle devint un grand centre spirituel et économique. Zurich subit trois attaques lors du XIVe siècle :
- Après l’alliance de 1351 de Zurich et des Confédérés, l’Autriche déclara la guerre à Zurich. La ville de Zurich fut attaquée fin septembre la même année par l’Autriche aidée par des hommes de Berne, de Soleure et de Bâle. Quelques semaines après le siège de la ville. L’Autriche et Zurich se soumirent à un arbitrage avec Lucerne. Quand le duc Albert d’Autriche repartit à Vienne, Zurich en profita pour reprendre la bataille qui devint alors dévastatrice.

- Puis le 21 juillet 1352, Zurich fut assiégée pour la deuxième fois par les Habsbourg. Ce siège dura deux semaines. Ce siège conduit à un traité de paix entre les Confédérés et l’Autriche, ce traité se nomme « paix de Brandebourg », selon le nom de son médiateur. Ce traité obligea les Confédérés à concéder un peu de leur territoire et ils durent rendre Glaris et Zoug à l’autorité de l’Autriche. Les Confédérés « […] s’engagèrent à respecter à l’avenir les droits traditionnels de l’Autriche dans leurs territoires et même à agir contre ceux qui violeraient ces droits. »[3].) De plus ils promirent de ne plus faire d’alliances qui auraient pour but de lutter contre le pouvoir de l’Autriche.

- Le troisième siège de Zurich fut mené par l’empereur du Saint-Empire romain germanique en septembre, après avoir déclaré la guerre à Zurich et aux Confédérés le 20 juin 1354. Après dix jours de siège, Zurich montrait la bannière du Saint-Empire romain germanique, car les forces de l’Empereur étaient plus nombreuses que les forces zurichoises. Après sa victoire, l’Empereur partit de Zurich, cependant les batailles dans le territoire de Zurich continuèrent. Zurich, qui était affaiblie et qui ne voulait plus subir d’autre siège, signa un traité de paix avec l’Autriche. Il se nommait le traité de Ratisbonne. Plus tard, les Confédérés le signèrent aussi.

Depuis la Réforme protestante organisée par Ulrich Zwingli à Zurich, la ville est un centre spirituel des Églises réformées. Le statut de « Rome de la Limmat » lui revint, la ville s'assimilant depuis 1648 à république souveraine au même rang que la ville de Venise. 
Au XVIIIe siècle, Zurich passe plutôt pour l'« Athènes de la Limmat », grâce à de nombreux érudits tels que Johann Heinrich Pestalozzi, Johann Kaspar Lavater et Johann Jakob Bodmer, ainsi que sa position importante en tant que ville marchande.
Au cours du XIXe siècle, Zurich devint la capitale économique de la Suisse. Depuis la révolution industrielle, une immigration permanente a fait passer sa population de 17 000 habitants à plus d'un million (agglomération).
Avec une histoire plutôt typique d'une cité européenne, Zurich a eu néanmoins la chance de souffrir de peu des guerres et de destructions (surtout des deux guerres mondiales), ce qui en fait une ville riche où beaucoup de styles architecturaux de différentes périodes cohabitent. Ainsi, on passe directement d'anciennes petites rues au style médiéval à des voies et places larges aux bâtiments imposants, issus des grands travaux de modernisation du XIXe siècle, ou à des immeubles d'architecture moderne, contemporaine voire high-tech. À la fois lieu de rayonnement de la réforme protestante et carrefour au milieu de l'Europe, conservatrice et cosmopolite, elle cultive une identité propre tout en accueillant pour plus de 30 % de sa population des immigrés, artistes, scientifiques, industriels, entrepreneurs, financiers, etc. de toutes nationalités.